# Te Deum (Bruckner)
El Te Deum en do major, WAB 45, és una versió de l'himne Te Deum, compost per Anton Bruckner per a SATB, cor i solistes, orquestra, i orgue ad libitum. És la darrera obra coral important de Bruckner i la més imponent. Ell mateix la considerava la seva millor creació, «l'orgull de la meva vida», i la va dedicar a Déu «en agraïment perquè els meus perseguidors —els admiradors vienesos de Brahms— encara no han aconseguit matar-me». La va començar a escriure el 1881 i la va completar el 1884. El matex compositor va dirigir l'estrena (amb acompanyament de dos pianos) el 2 de maig de 1885. Va ser acollida amb un gran entusiasme, igual que la primera interpretació amb orquestra sota la direcció de Hans Richter el 10 de gener de 1886. La interpretació a Berlín el 31 de maig de 1891 va ser un dels triomfs personals més grans de la vida de Bruckner. Es van fer fins a vint-i-sis interpretacions durant els dos últims anys de la vida de Bruckner.

## Història
Bruckner va escriure tres misses abans del Te Deum, que va arribar després de la Setena Simfonia. Bruckner va començar a treballar en el Te Deum del 3 al 17 de maig de 1881, quan estava finalitzant la Simfonia núm. 6. Després d'acabar la seva següent Simfonia núm. 7, Bruckner va reprendre el treball en el Te Deum el 28 de setembre de 1883. La partitura vocal i orquestral es va completar el 7 de març de 1884. L'ad lib. de la part d'orgue es va afegir en una partitura separada el 16 de març de 1884. El compositor va dedicar la peça a AMDG "en agraïment per haver-me dut amb seguretat a través de tanta angoixa a Viena".
El Te Deum es va estrenar a la Kleiner Musikvereinssaal de Viena el 2 de maig de 1885, amb els solistes Frau Ulrich-Linde, Emilie Zips, Richard Exleben i Heinrich Gassner, amb el cor de la Wiener Akademischer Richard Wagner Verein, i amb Robert Erben i Joseph Schalk substituint l'orquestra a dos pianos Hans Richter va dirigir la primera actuació amb orquestra completa el 10 de gener de 1886 al Großer Musikvereinssaal a Viena,
i va ser immediatament reconeguda com una obra de referència (almenys a l'Europa Central).
A partir de llavors, hi va haver gairebé trenta actuacions més durant la vida de Bruckner. L'última actuació, a la qual va assistir Bruckner, va ser dirigida per Richard von Perger a proposta de Johannes Brahms. A la seva còpia de la partitura, Gustav Mahler va ratllar "für Chor, Soli und Orchester, Orgel ad libitum" (per a cor, solos i orquestra, orgue ad libitum) i va escriure "für Engelzungen, Gottsucher, gequälte Herzen und im Feuer gereinigte Seelen! "(per les llengües dels àngels, cercadors de Déu, cors castigats i ànimes purificades en el foc!). El mateix compositor va anomenar l'obra "l'orgull de la seva vida".
L'esborrany de 1881 i el primer esbós de 1883 estan emmagatzemats a l'arxiu de l'⁣abadia de Kremsmünster. La veu i la partitura orquestral, i l'ad lib. de les partitures d'orgue de 1884 s'emmagatzemen a l'arxiu de l'Österreichische Nationalbibliothek.

## Versions i edicions
- Esborrany de la versió de 1881 (Ed. Franz Scheder)

L'esborrany de 1881, el manuscrit de la qual està emmagatzemat a l'arxiu de l'⁣abadia de Kremsmünster, inclou les partitures vocals i una mica d'orquestració bàsica. És més curt que la versió final (357 compassos enfront de 513 compassos). En particular, l'Aeterna fac és diferent i molt més curta, i la fuga final encara no està composta.
- Versió final de 1884: Rättig, Viena (1885), Nowak (1962)

El Te Deum va ser publicat per primera vegada l'any 1885 per Theodore Rättig, que va pagar a Bruckner 50 florins, "els únics diners que va guanyar com a compositor durant tota la seva vida". Una altra diferència important amb les altres primeres publicacions de Bruckner és que hi ha poques diferències entre aquesta i el manuscrit original. "La diferència més important és l'absència dels acords de trombó i de tuba de contrabaix als compassos 275 i 283 de la secció "Salvum fac". Al compàs 26, el segon clarinet té una nota diferent, i a la primera edició els clarinets estan en si bemoll, en lloc de ser en la com en el manuscrit original" sense recomposició dels germans Schalk.

## Configuració
L'obra està escrita per a cor SATB i solistes, orquestra (2 flautes, 2 oboès, 2 clarinets en la, 2 fagots, 4 trompes en fa, 3 trompetes en fa, trombons alt, tenor i baix, tuba contrabaix, timbales en do i sol, cordes), i orgue ad libitum.
La configuració en "forma d'arc" consta de cinc seccions:
1. "Te Deum laudamus" - Allegro, Feierlich, mit Kraft, do major
2. "Te ergo quaesumus" - Moderato, fa menor
3. "Aeterna fac" - Allegro, Feierlich, mit Kraft, re menor
4. "Salvum fac populum tuum" - Moderato, fa menor
5. "In Te, Domine speravi" - Mäßig bewegt, do major

Durada total: uns 24 minuts.
La primera secció s'obre en do major ardent pel cor a l'⁣uníson, impulsat per un potent punt de pedal de quinta oberta per l'orgue i un motiu de quintes obertes a les cordes. Després, els solistes i el cor entren mentre la música es mou a través de processos i modulacions clarament brucknerians. La segona secció en fa menor ("Te ergo quaesumus") és serena i suplicant per naturalesa, amb un expressiu tenor solista i un violí solista. La tercera secció ("Aeterna fac"), en la clau preferida de Bruckner, re menor, és gairebé apocalíptica en la seva fúria. Impulsada per un dispositiu rítmic, fa ús de tots els recursos del cor i l'orquestra abans d'arribar a una cadència brusca i sense resoldre. La quarta secció ("Salvum fac populum tuum"), que comença com una repetició de la segona secció, aquesta vegada amb veus de dona acompanyant el tenor, evoluciona, després d'un solo de baix i un punt de pedal per part del cor sobre "et rege eos, et extólle illos usque in aeternum", a la subsecció "Per singulos dies", que recorda el fervor i l'energia de l'obertura. La secció final en do major, que comença amb el quartet solista, culmina amb una fuga alegre, seguida d'un coral apassionat sobre les paraules "non confundar in aeternum", que coincideix amb el tema principal de l'Adagio de la Simfonia núm. 7. La figura de les cordes inicial torna, ja que el conjunt complet porta l'obra a una conclusió poderosa.

### Nota
A la dècada de 1890, Bruckner era conscient que potser no vivia per acabar la Simfonia núm. 9, i alguns comentaristes han suggerit que el Te Deum es podria utilitzar com a final. No obstant això, Robert Simpson creia que ni tan sols "en l'escassa salut i estat mental dels seus últims mesos de vida, [hauria considerat Bruckner] el fet d'utilitzar el Te Deum en do major com a final per a una simfonia en re menor més que com a una solució provisional", i que el vincle amb el Te Deum era simplement una qüestió d'autoreferència.

## Discografia seleccionada

### Esborrany de la versió de 1881
Hi ha una única gravació d'aquest esborrany:
- Klaus Dieter Stolper, Cor ad hoc amb acompanyament de piano restaurat d'Annie Gicquel, Nuremberg, en directe 07-10-2003 – CD Noris Ton, edició particular (amb la Simfonia núm. 7 de la Bayrisches Ärzteorchester).

### Versió final de 1884
El primer enregistrament va ser de Felix Gatz amb el Bruckner-Chor & la Staatskapelle Berlin el 1927: disc Decca 25159 de 78 rpm (només la part 1 i l'inici de la part 4). Aquest enregistrament històric es pot escoltar al lloc web de John Berky.
El primer enregistrament complet va ser de Bruno Walter amb el cor de la Wiener Staatsoper i la Filharmònica de Viena el 1937.
Durant l'època nazi, el Te Deum i el Salm 150 de Bruckner van ser ignorats, perquè la seva existència contradeia el mite nazi que l'exposició a la música de Richard Wagner havia alliberat Bruckner dels vincles amb l'església. No va ser fins després de la guerra que Eugen Jochum va cridar l'atenció sobre el Te Deum de Bruckner i altres músiques sagrades, dirigint diversos concerts i enregistraments. Aviat van seguir Herbert von Karajan, Bruno Walter i Volkmar Andreae.
Alguns d'aquests enregistraments de postguerra:
- Eugen Jochum, Chor und Sinfonieorchester des Bayerischen Rundfunks – disc de 78 rpm Polydor 72020-1, 1950; transferit posteriorment a LP: DG 16002, i CD: Forgotten Records fr 227/8 (amb Simfonia núm. 7)
- Herbert von Karajan, Singverein der Gesellschaft der Musikfreunde Wien i Orquestra Simfònica de Viena – LP: Melodram DSM B01, 1952; transferit al CD: Arkadia CDGI 705.2 (amb Simfonia núm. 8)
- Bruno Walter, Westminster Choir, New York Philharmonic – LP: Columbia ML6EYE 4980, 1953; transferit posteriorment a CD: CD: Sony SMK 64 480 (amb el Rèquiem de Mozart)
- Volkmar Andreae, Singverein der Gesellschaft der Musikfreunde Wien, Orquestra Simfònica de Viena, 1953 – CD: Music & Arts 1227 (9 CD, incloses les Simfonies 1-9)

Hi ha més de 100 enregistraments del Te Deum de Bruckner, principalment juntament amb una simfonia o una altra obra coral. Segons Hans Roelofs, l'enregistrament de Jochum de 1965 segueix sent la referència. Altres enregistraments excel·lents, segons Hans Roelofs, són entre d'altres els de Rögner, Barenboim, Best, Rilling i Luna.
- Eugen Jochum, Chor der Deutschen Oper Berlin, Berliner Philharmoniker, Wolfgang Meyer (orgue) – LP: DG 139117/8, 1965 (amb Simfonia núm. 9); transferit posteriorment a CD: DG 413 603.
- Herbert von Karajan, Singverein der Gesellschaft der Musikfreunde Wien, Berliner Philharmoniker, Rudolf Scholz (orgue) – LP: DG 2530 704, 1975 (amb la Missa de la Coronació de Mozart); transferit posteriorment al CD: DG 453 091-2 (amb el Rèquiem de Verdi)
- Daniel Barenboim, Chicago Symphony Orchestra and Chorus – LP: DG 2741 007 (amb Simfonia núm. 8), 1981; transferit posteriorment a CD: DG 435 068 (amb Simfonia núm. 1)
- Heinz Rögner, Rundfunkchor Berlin i RSO East-Berlin – CD: Ars Vivendi 2100 172, 1988 (amb Missa núm. 2)
- Matthew Best, Corydon Singers and Orchestra, James O'Donnell (òrgan) – CD Hyperion CDA66650, 1993 (amb Missa núm. 1)
- Helmuth Rilling, Gächinger Kantorei Stuttgart i Bach-Collegium Stuttgart – CD: Hänssler 98.119, 1996 (amb Missa núm. 2 i Salm 150)
- Ricardo Luna, Wiener Madrigalchor, Chorvereinigung Schola Cantorum i Orquestra Simfònica de la Vienna Volksoper, István Mátiás (orgue) – CD emès pel Wiener Madrigalchor: WMCH 024, 2008 en directe (amb Missa núm. 3).